# Науковий центр (Делфт)
Науковий центр Делфта (раніше Музей техніки) — це науковий музей, підрозділ Технічного університету Делфта (ТУ Делфта), який показує відвідувачам історію техніки і технологій, роль сучасних технологій у боротьбі зі зміною клімату, забезпеченні заходів безпеки тощо. Розташований у колишньому корпусі гірничо-видобувного факультету ТУ Делфта, який був збудований за проєктом Яна Вріймана в 1912 р.
Музей розпочав свою діяльність у 1970-х роках як Технічний виставковий центр, реалізував ряд успішних виїзних експозицій. У 1980-х став Музеєм технологій Делфта. До березня 2008 року цей університетський музей знаходився в колишній лабораторії кафедри машинобудування та військово-морського машинобудування. У музеї експонувалися історичні колекції, він мав дві постійно діючі виставки. У залі 1 була експозиція великих машин — парових, газових та дизельних двигунів, які приводили в дію різні пристрої. У залі 2 була влаштована виставка механічних калькуляторів, якими користувались у період з 1920 по 1950 рік. У залі 3 виставкова тематика щороку змінювалася, наприклад, у 2006 р. вона була присвячена роботам, в 2007 р. — проєктам сталого розвитку TU Delft за кордоном.
Оскільки муніципалітет Делфта вирішив змінити призначення будівлі, де розташовувався музей, 1 січня 2009 року історичну колекцію Музею технологій було вирішено передати новому Науковому центру Делфта, як підрозділу спадщини бібліотеки ТУ Делфта. Науковий центр розташувався на першому поверсі музейного крила будівлі старого гірничого інституту на Гірничій вулиці, де до 1960-х років виставлялася колоніальна колекція мінералого-геологічного музею.
Науковий центр Делфта демонструє наукові інновації та дослідження, виконані в ТУ Делфта. Важливим аспектом його просвітницької діяльності є формування у відвідувачів розуміння процесу наукових досліджень. Тут студенти та вчені можуть показати результати своїх дослідження, продемонструвати готову продукцію своїх проєктів .